# 고틀리프 두트바일러 연구소
고틀리프 두트바일러 연구소(Gottlieb Duttweiler Institute, GDI)는 스위스의 독립적인 싱크탱크이자, 스위스에서 가장 오래된 조직이다. 취리히 근처의 뤼슐리콘에 위치해 있다. GDI는 임그뤼에네 공원 가장자리에 있다.
1963년 9월 1일에 설립된 이 연구소는 미그로스의 설립자인 고틀리프 두트바일러가 구상하고, 그의 이름을 따서 명명되었다. GDI는 “자본이 아닌 사람에 집중한다”는 원칙을 출발점으로 소비, 무역 및 사회 분야와 관련된 문제와 비즈니스 및 사회와 관련된 현재 주제를 연구하고 토론한다. 스위스 최대 소매업체인 미그로가 공동자금을 지원하는 임 그뤼에네 재단(Im Grüene)이 소유하고 있다. 그 연구는 《GDI 임풀스》(GDI Impuls) 잡지에 분기별로 게재되고, 연구 결과와 고틀리프 두트바일러상을 발표했다.

## 역사

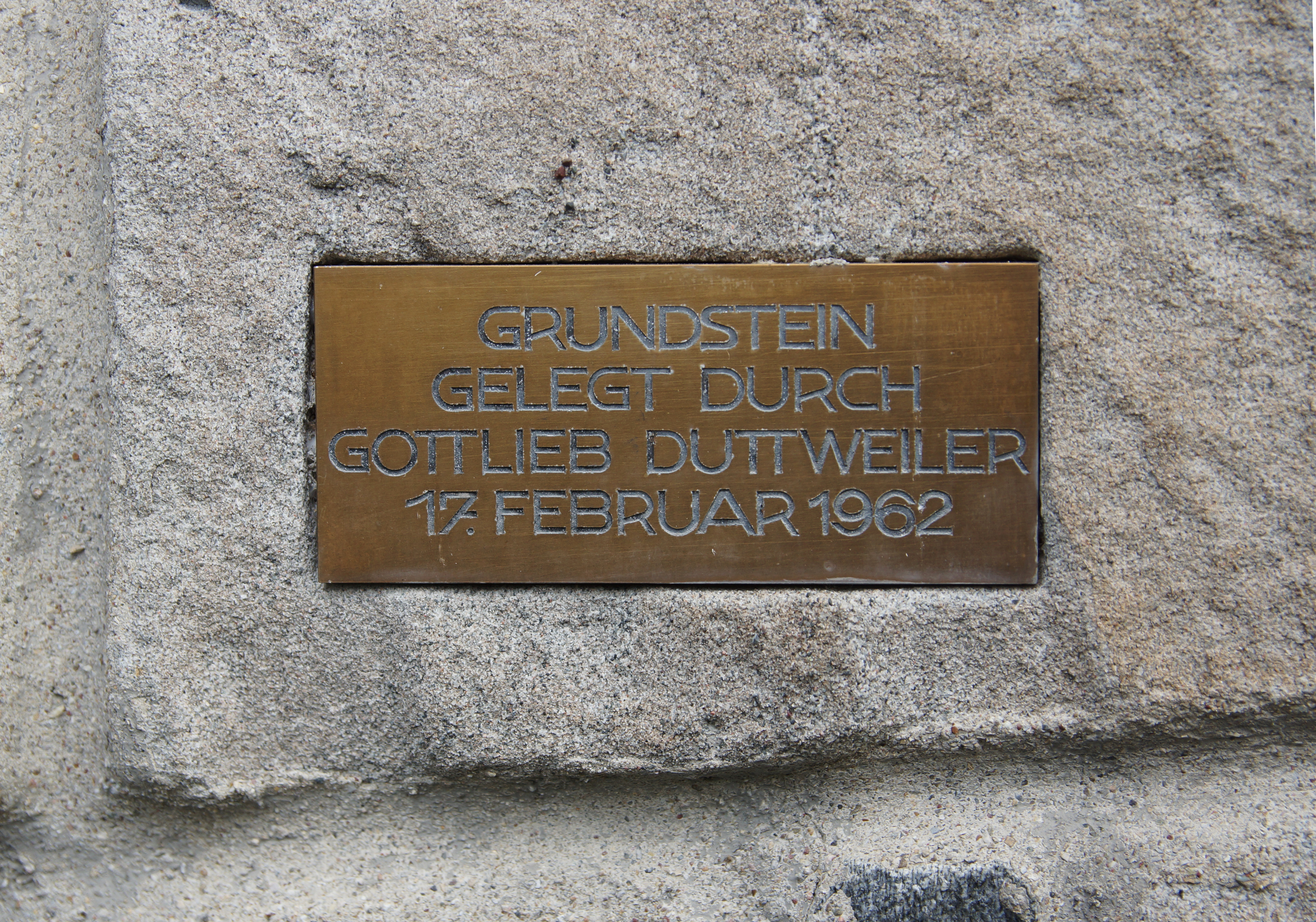
고틀리프 두트바일러 연구소의 초석 명패

아델과 고틀리프 두트바일러는 협동조합 사회와 상품 소싱 분야에서 과학연구를 수행할 수 있는 연구소를 설립할 목적으로 1946년까지 임 그뤼에네 재단을 설립했다. 그들은 사람과 국가 사이의 다리 역할을 할 행사, 훈련 과정 및 회의를 홍보하기를 원했다.
그러나 고틀리프 두트바일러는 죽기 직전인 1962년까지 GDI의 초석을 놓지 못했다. 연구소는 창업자의 전 거주지가 있던 임그뤼에네 공원에 경영과 사회 연구를 위한 독립적인 연구소로 지어졌다. 경제를 사회와 통합하려는 그의 비전, 미래에 대한 엄청난 탐구심, 사회적 책임 문제에 대한 사고는 오늘날까지 GDI 활동의 기반이 되었다.

## 목적

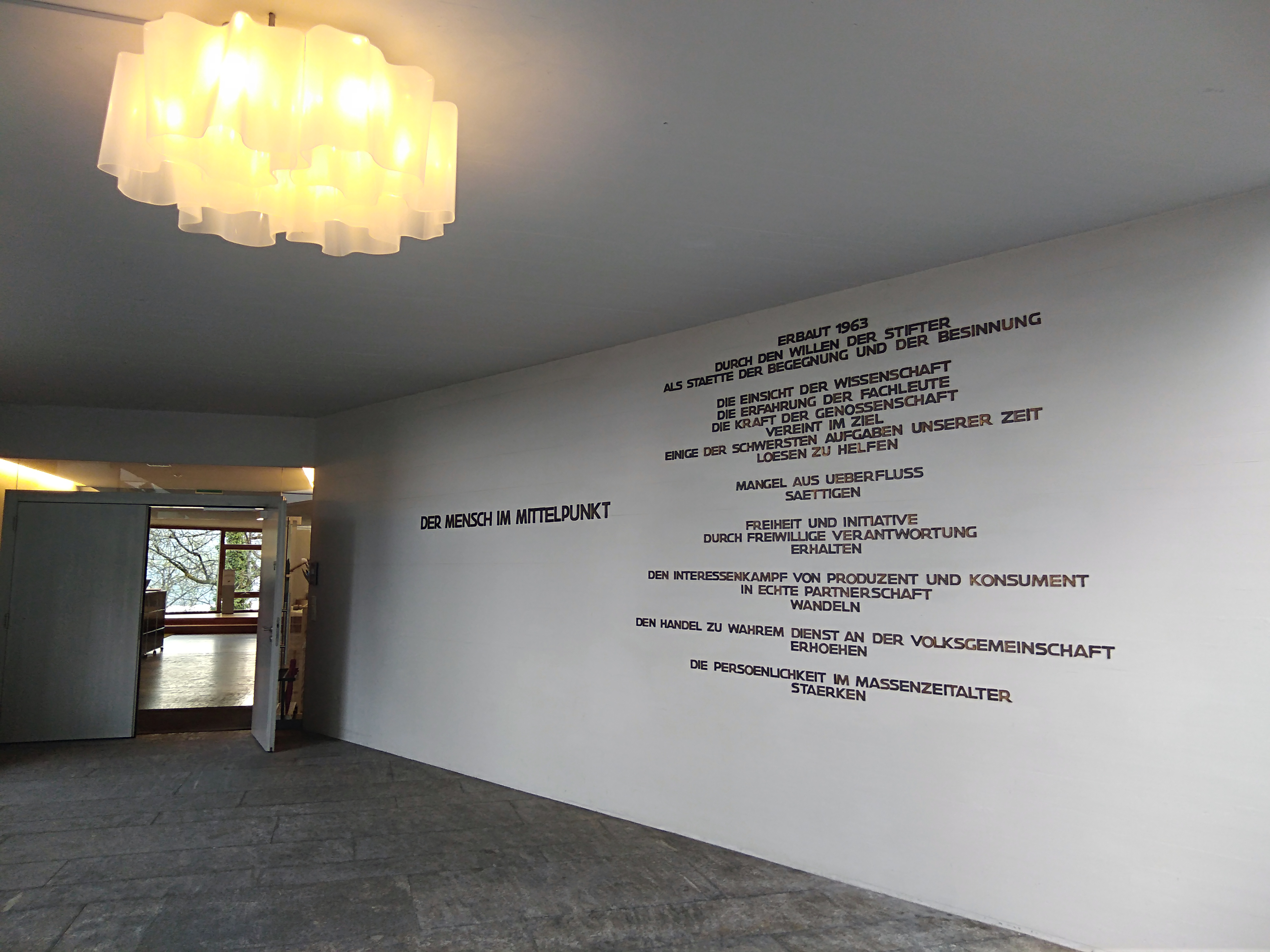
연구소 입구의 비문

GDI 고틀리프 두트바일러 연구소는 40년 이상 동안 독자적인 연구를 수행해 왔다. 그것의 목표는 비정통적이고, 틀에 얽매이지 않는 사고를 촉진하여 문제에 대한 획기적인 아이디어와 접근 방식을 생성하는 것이다. GDI는 만남의 장이 되고, 과감한 아이디어와 경계를 초월한 소통의 공간이 되기 위해 노력한다.
네트워킹 덕분에 GDI는 경제 및 사회 문제를 연구 및 토론하고 결과를 더 많은 대중에게 제공하기 위한 세계적인 지식 플랫폼의 기능을 한다.
연구소 입구의 비문에는 다음과 같이 적혀 있다.

창립자의 정신으로 1963년에 설립된

만남의 장소이자 성찰의 장소 과학의 통찰력 전문가의 경험 

우리 시대의 가장 어려운 문제를 해결하기 위한 목적으로 통합된 협동조합의 힘

자발적인 책임 수용을 통해 자유와 주도권을 얻음으로써 결핍과 싸우다

생산자와 소비자의 갈등을 진정한 파트너십으로

무역을 공동선에 대한 진정한 서비스로 전환

대중 사회 시대의 개인을 강화하다
— 고틀리프 두트바일러 연구소, 입구의 비문

## 활동분야
만남의 장소이자 지식 허브인 GDI는 4가지 주요 활동 초점을 가지고 있다. 연구 센터이자 혁신적인 싱크탱크이며, 연구 및 분기별 《GDI 임풀스》(GDI Impuls)에서 연구 결과를 발표하고, 회의를 개최하며, 더 많은 대중이 컨퍼런스와 회의 장소로 접근할 수 있다.
기업과 사회의 전문가들이 GDI에서 정기적으로 만나 현재 동향과 미래 발전에 대해 논의한다. 국제 파트너 및 대학과 협력하여 조직된 전문가 회의와 사회 관련 문제를 다루는 저녁 행사는 견해와 경험을 교환할 수 있는 더 많은 기회를 제공한다.

## 주제
지난 몇 년 동안 다룬 주요 주제는 크게 다음 네 가지 분야와 관련이 있다.
- 소매 및 서비스 부문의 혁신
- 식품산업 동향 및 분석
- 마케팅 혁신 및 트렌드
- 사회 변화와 소비 트렌드

GDI는 초기 단계에서 비즈니스와 사회의 많은 발전을 논의 주제로 빠르게 식별했다. 예를 들어 1964년으로 거슬러 올라가면 "저녁 영업시간 도입"에 초점을 맞췄다. 1974년에는 유기농법을, 1986년에는 ‘유전공학’을, 2000년에는 ‘요리의 유럽화’를, 2005년에는 고령화 사회를 분석한 ‘황금세대’ 연구를 발표했다. 이 연구는 고령화 사회의 가치관과 태도가 어떻게 변화하고, 어떤 생활 방식을 가꾸며, 무엇이 ‘황금세대’를 행복하게 하는지를 보여준다.

## 컨퍼런스
GDI는 정기적인 회의를 조직한다. 여기에는 다음의 이벤트가 포함된다.
- 국제 소매업 정상회의 (International Retail Summit)
- 유럽 소비자 트렌드 컨퍼런스 (European Consumer Trend Conference)

- 유럽 푸드서비스 정상회의 (European Foodservice Summit)

이와 함께 다음의 2가지 이벤트도 포함된다.
- 사고를 위한 음식 (Food for Thought)

- GDI의 사고하는 지도자 (Thought Leaders at GDI)

## 고틀리프 두트바일러상
고틀리프 두트바일러상은 더 넓은 지역 사회의 복지에 지대한 공헌을 하고 용기, 끈기, 헌신, 지속 가능한 변화의 성공적인 시작과 실행으로 구별되는 비범한 개인에게 수여된다. 상은 10만 스위스 프랑이 수여된다. 수상자로는 1998년 미디어 기업가 로저 샤윈스키, 2004년 독일 외무장관 요슈카 피셔, 2008년 노벨 평화상 수상자 코피 아난 전 유엔 사무총장 등이 있다. 프리드리히 뒤렌마트 1990년 당시 체코슬로바키아 대통령인 바츨라프 하벨 에게 상을 수여할 당시에 전달되어 큰 관심을 불러일으켰다. 2011년에는 고틀리프 두트바일러상가 위키피디아 공동설립자인 지미 웨일즈에게 수여되었으며 , 2015년 상은 월드 와이드 웹 발명가인 팀 팀 버너스리에게 돌아갔다.

### 수상자

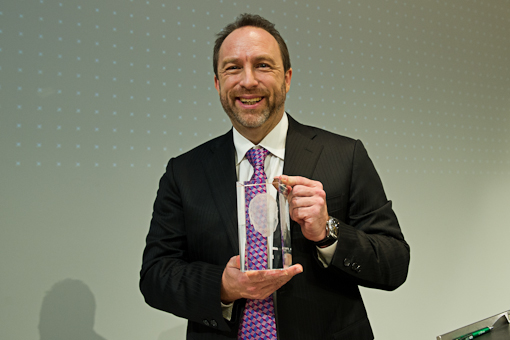
2011년 수상자 지미 웨일즈

- 1970년: 영양학자 Fritz Bramstedt, 충치에 대한 그의 "투쟁"
- 1972년: Egon Kodicek, 캠브리지, 영양사
- 1975년: 영양학자 Paul Fabri, 비만과의 "전쟁" 공로
- 1988년: Lisbeth와 Robert Schläpfer(기업가), 장크트갈렌, 섬유 산업의 기업가 정신
- 1990년: 바츨라프 하벨, 체코 대통령
- 1993년: Esther Afua Ocloo, 가나, 기업가이자 영양사
- 1998년: Roger Schawinski, 취리히, 언론인이자 미디어의 개척자
- 2004년: 요슈카 피셔, 전 독일 외무장관
- 2008년: 코피 아난, 유엔 사무총장, 노벨 평화상 수상자
- 2011년: 지미 웨일즈 ; 위키피디아 공동 설립자[4]
- 2013년: 에른스트 페르(Ernst Fehr), 취리히; 과학자[5]
- 2015년: 팀 버너스리, 월드 와이드 웹 개발자[6]
- 2019년: IBM 왓슨, 인공지능 컴퓨터

## GDI 연구소장
- Jørgen Thygesen, Virum / 덴마크 (1963-1964)
- 한스 A. 페스탈로찌, 임시 (1964–1966)
- 한스 A. 페스탈로찌 (1966-1979)
- 위르크 막스 박사, 임시 1979–1980)
- 크리스찬 루츠 박사(1980-1998)
- 데이비드 보스하트 (1999년부터)